# 恋愛初歌
『恋愛初歌』（原題：戀愛初歌、英題：Love @ First Note）は、2006年に公開された香港のコメディ・恋愛映画である。日本未公開。

## 出演
- キャリー・ン - クリスティ
- ジャスティン・ロー - ケイ
- アレックス・フォン - トニー
- ステフィー・タン - エミー
- テレサ・フー - フィロ
- ミキ・ヨン
- タツ・ラウ - ロボ
- ラム・シュー - クリスティの父
- ジョージ・ラム
- レオ・クー